# Gracita Morales
Gracita Morales, nata María Gracia Morales Carvajal (Madrid, 11 novembre 1928 – Madrid, 3 aprile 1995), è stata un'attrice spagnola.

## Filmografia parziale
- La vida por delante, regia di Fernando Fernán Gómez (1958)
- Margherita e la strana famiglia (Maribel y la extraña familia), regia di José María Forqué (1960)
- 091 Policía al habla, regia di José María Forqué (1960)
- Rapina alle tre (Atraco a las tres), regia di José María Forqué (1962)
- Le bellissime gambe di mia moglie (La casta Susana), regia di Luis César Amadori (1963)
- Los Palomos, regia di Fernando Fernán Gómez (1964)
- Historias de la televisión, regia di José Luis Sáenz de Heredia (1965)
- Más bonita que ninguna, regia di Luis César Amadori (1965)
- Un vampiro para dos, regia di Pedro Lazaga (1965)
- La ciudad no es para mí, regia di Pedro Lazaga (1966)
- La corsa pazza di sorella sprint (Sor Citroen), regia di Pedro Lazaga (1967)
- ¡Cómo está el servicio!, regia di Mariano Ozores (1968)
- El pico 2, regia di Eloy de la Iglesia (1984)